# William Petty
Pour les articles homonymes, voir William Petty (homonymie) et Petty.
 (avril 2024).
Si vous disposez d'ouvrages ou d'articles de référence ou si vous connaissez des sites web de qualité traitant du thème abordé ici, merci de compléter l'article en donnant les références utiles à sa vérifiabilité et en les liant à la section « Notes et références ».
William Petty, né à Romsey, dans le Hampshire en Angleterre le 27 mai 1623 et mort à Londres le 16 décembre 1687, est un polymathe (économiste, scientifique, médecin, philosophe, homme d'affaires, membre du parlement et de la Société Royale…) britannique.
Il est surtout connu pour son ouvrage sur l'arithmétique politique, qui pose les bases de l'économie politique et de la démographie – en quelque sorte de l'économétrie comme le dit Schumpeter –, en proposant l'utilisation des statistiques en matière de gestion publique. Il lui est aussi attribué l'énoncé de la philosophie du laissez-faire en matière gouvernementale.

## Biographie

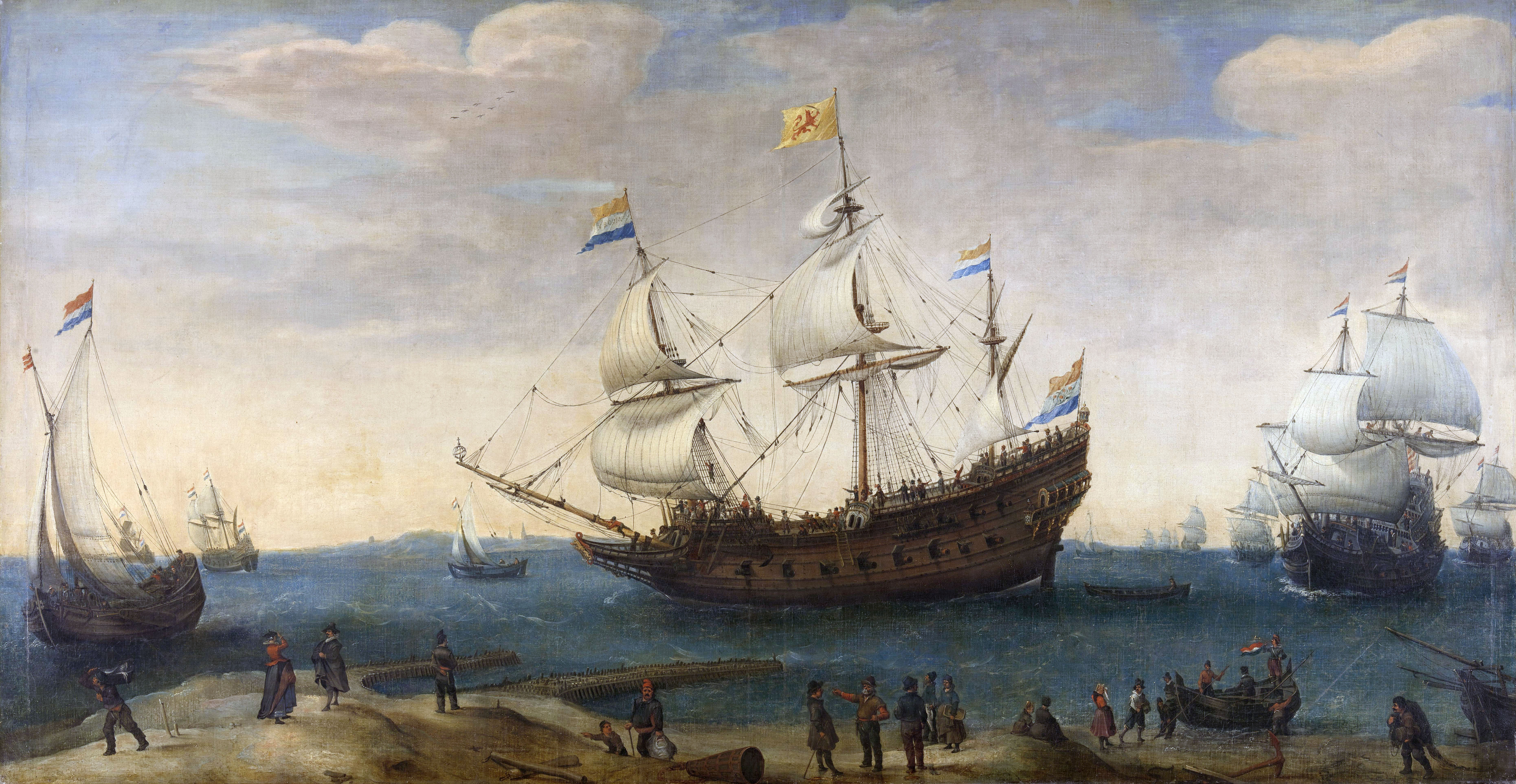
Hendrick Cornelisz, Départ des voiliers de la Compagnie néerlandaise des Indes orientales, 1630-1640, Rijksmuseum (Amsterdam)

William Petty naît dans une famille modeste. Il est décrit comme précoce et intelligent. Jeune, il embarque comme apprenti matelot sur des navires. À 14 ans, il reprend des études chez les jésuites au collège du Mont de Caen. Il y étudie le latin, le grec, le français, ainsi que les mathématiques et l'astronomie. Il revient ensuite en Angleterre.
En 1643, la première guerre civile anglaise le conduit à s'exiler en Hollande où il s'intéresse à l'anatomie. À Amsterdam, il devient le secrétaire personnel de Hobbes tout en rencontrant Descartes, Gassendi et Mersenne. La guerre civile terminée, il revient en 1646 à Oxford pour étudier la médecine. Il entre aussi à la société de Philosophie de Londres. En 1651, il devient professeur d'anatomie à Oxford et de musique à Londres.
En 1652, il rejoint l'armée d'Oliver Cromwell en Irlande comme médecin-général. Son opposition à l'enseignement conventionnel et peut-être son adoption de la Science Nouvelle inspirée par Francis Bacon l'éloigne d'Oxford.
En 1654, il obtient la charge de cadastrer l'Irlande : c'est le Down Survey, achevé en 1656. L'importance de cette tâche tient en ce que Cromwell rembourse ses financeurs avec des terres. William Petty est aussi rétribué en terre : il reçoit 30 000 acres dans le sud-ouest de l'Irlande, ainsi que 9000 livres. L'importance du montant mène à la suspicion. Jusqu'à sa mort, il est soupçonné de corruption et de fraude, sans que des preuves formelles ne soient produites.

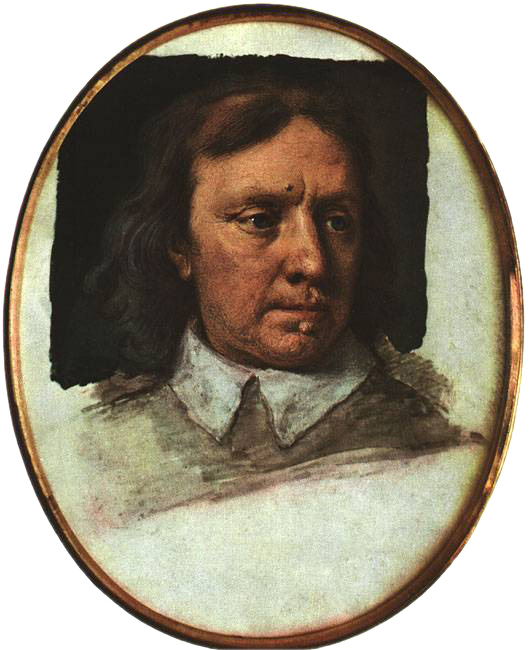
Portrait miniature d'Oliver Cromwell par Samuel Cooper, 1657

De retour en Angleterre, partisan de Cromwell, il échoue à se faire élire au Parlement en 1659. Malgré ses choix politiques, il est bien traité à la Restauration, bien qu'il perde une partie de ses propriétés. En 1662, invité à rejoindre la Royal Society, il écrit son premier ouvrage d'économie, le Traité sur la fiscalité. Il se lance dans l'architecture navale sans grand succès, est fait chevalier par Charles II puis retourne en Irlande en 1666, où il passe une grande partie des vingt années suivantes.
Les événements qui le conduisent d'Oxford en Irlande marquent son évolution de la médecine et des sciences physiques vers les sciences sociales. Dès lors, il y consacre sa vie. Son intérêt majeur devient la prospérité de l'Irlande et il propose de nombreux moyens pour la sortir de sa situation arriérée.
Il tire un bilan contrasté de sa vie. D'origine modeste, il se mêle à l'élite intellectuelle et à 35 ans est un homme riche. Ses contemporains le considèrent comme un esprit brillant, bon vivant et rationnel. Néanmoins, il reste incertain sur la pérennité de ses propriétés et frustré par ses échecs politiques. En 1685, il retourne à Londres et y meurt deux ans plus tard.
Il reste célèbre pour ses écrits d'histoire économique et de statistiques, pré-smithiens. Ses travaux en arithmétique, avec ceux de John Graunt, fondèrent les techniques modernes de recensement et approfondis par d'autres, comme Josiah Child, ils conduisirent à créer l'assurance moderne. Schumpeter le décrit comme « un de ces individus pleins de vitalité qui transforment en réussite presque tout ce qu'ils touchent, même leurs échecs ». Bien qu'il ait payé le prix de sa trop grande dispersion d'intérêts, il reste l'une des grandes figures de la pensée économique.

## L'un des principaux précurseurs de la science économique

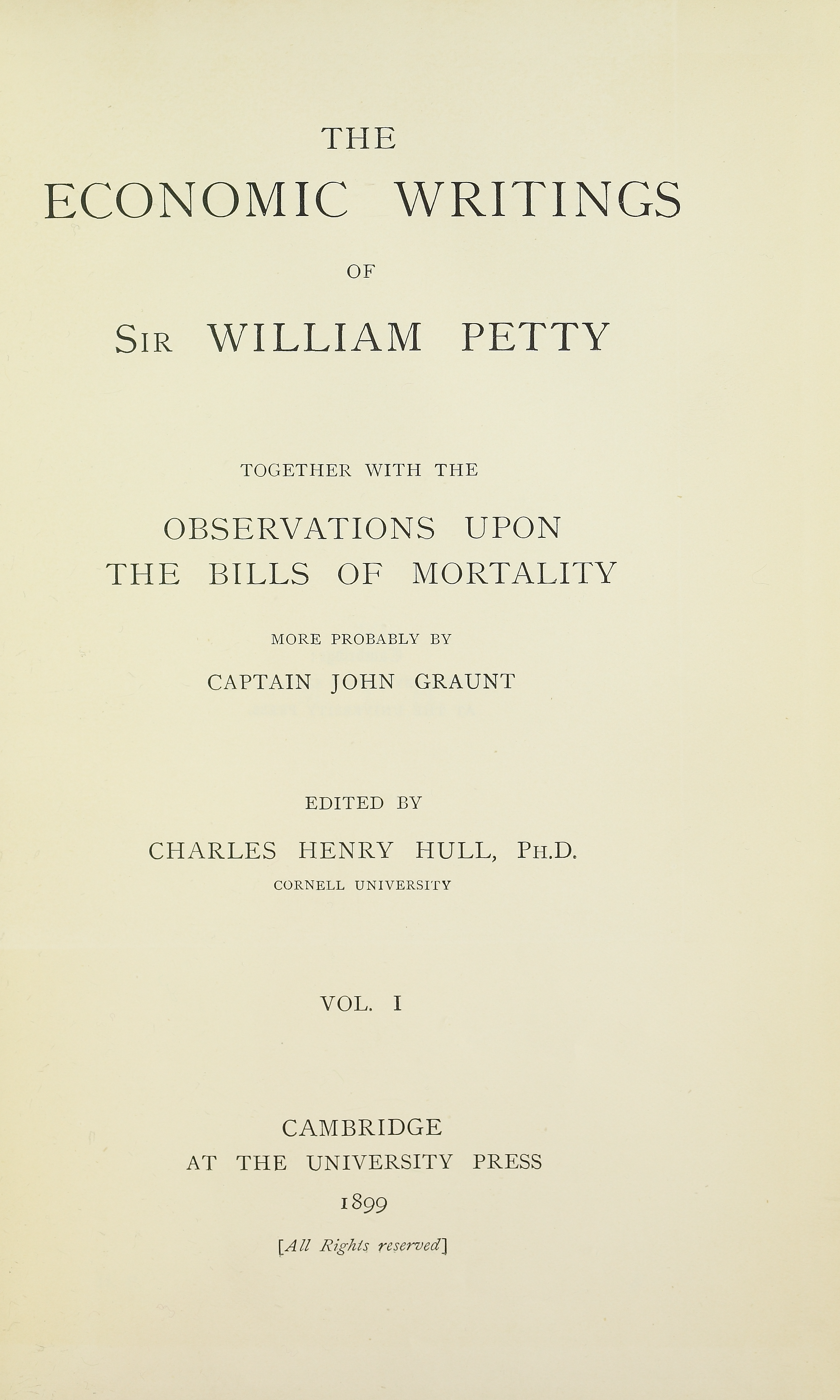
Economic writings, 1899

### Les influences philosophiques
Dans le contexte de la philosophie optimiste du XVIIIe siècle, marquée par l'esprit nouveau qui pouvait conduire un Montesquieu à définir les lois scientifiques comme l'expression « des rapports nécessaires qui dérivent de la nature des choses », l'œuvre de Petty fut marquée par deux influences considérables. En premier lieu, celle de Thomas Hobbes pour qui la théorie devrait établir les conditions nécessaires à « la paix civile et l'abondance matérielle ». Hobbes s'était consacré à la paix, Petty choisit la prospérité.
Par ailleurs, l'influence de Francis Bacon fut profonde. Bacon, comme d'ailleurs Hobbes, avait la conviction que les mathématiques et les sciences physiques devaient être les bases de toutes sciences rationnelles. Cette passion pour l'exactitude conduisit Petty à établir que sa pratique scientifique userait seulement des phénomènes mesurables et rechercherait une précision quantitative, plutôt que de se fonder sur des comparaisons, produisant un nouveau sujet qu'il baptisa arithmétique politique.

### La croyance à des lois naturelles
Marqué par ses études d'anatomie, il concluait à la supériorité des lois naturelles sur les lois positives : « Je me suis expliqué sur l'éventualité et la stérilité des lois civiles positives contre les lois naturelles ». Petty se créa ainsi une spécialité en tant que premier économiste scientifique, au milieu des marchands pamphlétaires dans l'orbite de la Compagnie anglaise des Indes orientales, comme Thomas Mun ou Josiah Child, et des philosophes scientifiques discutant occasionnellement d'économie, comme Locke. William Petty, avec l'abbé de Condillac et Richard Cantillon, marque le XVIIIe siècle et annonce la pensée économique classique.

## Des travaux économiques nombreux et fondateurs
Il écrivait avant le développement réel de l'économie politique, telle qu'elle fut créée par les auteurs classiques à la suite d'Adam Smith. De ce fait, beaucoup de ses revendications de précision étaient de qualité imparfaite. Petty rédigea trois travaux majeurs en économie : Treatise of Taxes and Contributions (1662), Verbum Sapienti (1665) et Quantulumcunque concerning money (1682). Ces travaux, qui retinrent l'attention dans les années 1690, soulignent ses apports novateurs dans de nombreux domaines.

### Lacomptabilité nationale
En faisant ses calculs, Petty introduit dans Verbum Sapienti les premières analyses rigoureuses du produit national et de la richesse, qui représente bien plus que l'or et l'argent. Il établit une estimation du revenu personnel moyen qui devait atteindre 6 livres 13 shillings et 4 deniers par an, pour une population de six millions d'habitants, et donc que le produit national approchait 40 millions de Livres. Petty produit des estimations, certaines plus sûres que d'autres, des différentes composantes du revenu national, incluant la terre, les navires, les propriétés personnelles et les logements. Il distingua ensuite entre les fonds et valeurs (£250m) et les flux provenant de ceux-ci (£15m). La différence entre ces flux et son estimation pour le revenu national (£40m) conduisit Petty à postuler que les autres £25m provenaient des £417m du stock de travail, la valeur de la force de travail. Cela donnait une richesse totale de £667m pour l'Angleterre dans les années 1660. En ce sens, on peut dire que l'analyse moderne du revenu a commencé avec lui et Quesnay. Son analyse des facteurs de production se reconnaît dans le Traité des Taxes et Contributions : « le travail est le père… de la richesse, de même que la terre en est la mère ».

### La fiscalité
La fiscalité est un sujet majeur pour les hommes politiques du XVIIe siècle ; les pays bien gérés ne doivent pas dépenser plus que leurs revenus. Pendant la guerre de l'Angleterre avec la Hollande, William Petty cherche à établir dans le Treatise of Taxes and Contributions les principes de la taxation et de la dépense publique auxquels doit adhérer le monarque quand il finance des opérations militaires. Petty liste six types de dépenses publiques : la défense, l'administration, l'encadrement religieux, l'éducation, la prise en charge des invalides et du Bien universel. Il discute ensuite des causes générales et particulières d'évolution de ces dépenses. Il pense qu'il y a de grandes possibilités de réduction des quatre premières, et recommande à l'inverse d'accroître les dépenses sociales pour les personnes âgées, malades, orphelins, etc., comme la création d'emplois publics en surnombre.
Quant à l'augmentation des impôts, Petty se montre un ardent défenseur des taxes sur la consommation. Il recommanda que les taxes générales soient juste suffisantes pour couvrir la dépense publique telle qu'il la définit. Elles doivent être horizontalement équitables, régulières et proportionnelles. Il condamne les impôts locaux comme très inégalitaires et les droits indirects sur la bière comme taxant excessivement les pauvres. Il plaide en faveur d'une meilleure qualité de l'information statistique afin d'accroître les taxes de manière plus juste. Les importations devraient être taxées, mais seulement pour les mettre à niveau avec les productions locales. Un aspect majeur des économies de ce temps était leur transformation d'une économie de troc en une économie monétarisée. Lié à cela, et conscient de la rareté de la monnaie, Petty recommande que les taxes soient payables sous d'autres formes qu'en or ou en argent qu'il estime représenter moins de 1 % de la richesse nationale. Pour lui, trop d'importance est donnée à la monnaie.

### L'offre de monnaie et sa vitesse de circulation
Ce montant du stock de richesse était contradictoire par rapport à l'offre de monnaie en or et en argent qui atteignait seulement £6m. Petty croyait qu'il était nécessaire à toute nation de disposer d'un montant minimal de monnaie pour réaliser son commerce. Aussi, il pouvait advenir de souffrir d'un manque de monnaie circulant dans l'économie, ce qui contraignait les gens à se contenter du troc. Il se pouvait aussi qu'il y ait trop de monnaie. Mais, la question fondamentale était, comme il se le demanda, les £6m étaient-ils suffisants pour financer le commerce, spécialement si le Roi voulaient emprunter d'autres fonds pour financer la guerre avec la Hollande ?
La réponse de Petty vint de son utilisation de la vitesse de circulation de la monnaie. Anticipant la théorie quantitative de la monnaie dont il est souvent dit qu'elle fut initiée par Jean Bodin, dans laquelle : 
{\displaystyle \mathbf {Y=MS*v} \,}.
Petty établit que si la production de richesse (notée Y) s'accroît tandis que l'offre de monnaie (MS) est déterminée et constante, alors il est nécessaire que la vitesse de circulation de la monnaie (v) soit plus élevée. Ce phénomène pourrait être permis par l'activité bancaire. Il déclara explicitement que ni l'accroissement de la masse monétaire, ni sa diminution intervenue durant les vingt années précédentes, ne sont la réponse universelle à toutes les finalités d'un État bien organisé, mais que cette réponse était une vitesse accrue de la circulation monétaire. Il mentionnait aussi que la monnaie est un moyen, pas une fin. Ce qui est frappant à propos de ces analyses est cette rigueur intellectuelle, qui place Petty très en avance sur les écrivains mercantilistes. Il illustre ses démonstrations à l'aide de références biologiques, analogies qu'utiliseront aussi les physiocrates en France au début du XVIIIe siècle.

### Théorie de la valeur et taux d'intérêt
Petty poursuit le débat lancé par Aristote et développe une théorie de la valeur basée sur les intrants : les biens peuvent être évalués à partir des deux valeurs naturelles que sont la terre et le travail. Comme Richard Cantillon après lui, il cherche à déterminer la relation entre la terre et le travail (la « mère et le père » de la production) et à en exprimer la valeur. Il inclut encore la productivité générale, faite d'« art et d'industrie ». Il applique sa théorie de la valeur à la rente. Selon les préceptes ainsi développés, le loyer naturel de la terre doit correspondre à l'excès de ce qu'un laboureur produit en un an au-delà de ce qu'il consomme lui-même et vend pour acheter des biens de première nécessité. Il dégage ainsi la notion de profit comme surplus des différents coûts liés aux facteurs de production.
Le taux naturel du loyer est lié à la théorie sur l'usure. À cette période, beaucoup d'écrivains religieux condamnent les intérêts comme un péché. Petty s'implique dans le débat sur l'usure et les taux d'intérêt, analysant le phénomène comme un paiement compensant l'absence de perception immédiate de sa rémunération par le prêteur. Incorporant sa théorie de la valeur, il affirme qu'avec une sécurité parfaite, le taux d'intérêt doit être égal au loyer de la terre que le prêteur pourrait acheter. Quand la sécurité est plus ordinaire, la rémunération doit être plus importante afin de récompenser le risque. C'est une vision précoce de ce que seront plus tard les observations de l'équilibre général. Ayant établi la justification de l'usure elle-même, celle de l'absence de perception immédiate, il démontre aussi ses qualités hobbesiennes, plaidant contre une régulation gouvernementale des taux d'intérêt, pointant « la vanité et la stérilité de vouloir faire des lois positives contre les lois de la nature ».

### Le «laissez-faire», le commerce extérieur et le contrôle des changes
C'est un thème majeur dans les écrits de Petty résumé par son utilisation de la maxime Vadere sicut vult, d'où nous tenons « laissez-faire ». Comme indiqué plus haut, la médecine était une source d'inspiration pour Petty, et il mettait en garde contre tout excès d'intervention du gouvernement dans l'économie, trouvant ceci analogue au médecin intervenant excessivement sur ses patients. Il appliqua cela aux monopoles, au contrôle des exportations d'argent et au commerce de marchandise. Cela était pour lui nuisible à la nation. Il mit en exergue les effets des monopoles sur les prix, citant en exemple le monopole du Roi de France sur le sel.
Sur les sorties d'espèces, Petty pensa qu'il était vain et dangereux d'essayer de les contrôler car cela laissait les marchands décider quels biens une nation achète avec un plus petit montant de monnaie. Il nota dans Quantulumcunque concerning money que les pays regorgeant d'or n'avaient pas de lois restrictives. Sur les exportations en général, il regardait les prescriptions, comme les récents Actes législatifs interdisant l'exportation de laine et de fil, comme « fâcheux ». De plus amples restrictions « nous coûteraient deux fois plus que la simple perte de ce commerce », quoique concédant qu'il n'était pas un expert dans le commerce de la laine.
Sur la prohibition des importations, par exemple de Hollande, de telles restrictions ne feraient rien de plus que pousser les prix vers le haut, et ne seraient utiles qu'au cas où les importations excéderaient énormément les exportations. Petty voyait beaucoup plus d'intérêt à aller en Hollande étudier quelles qualités ils avaient mis en œuvre pour résister à la nature. Résumant son point de vue, il pensait préférable de vendre des vêtements pour acquérir des vins étrangers, plutôt que laisser des tailleurs au chômage.

### Le plein emploi et la division du travail

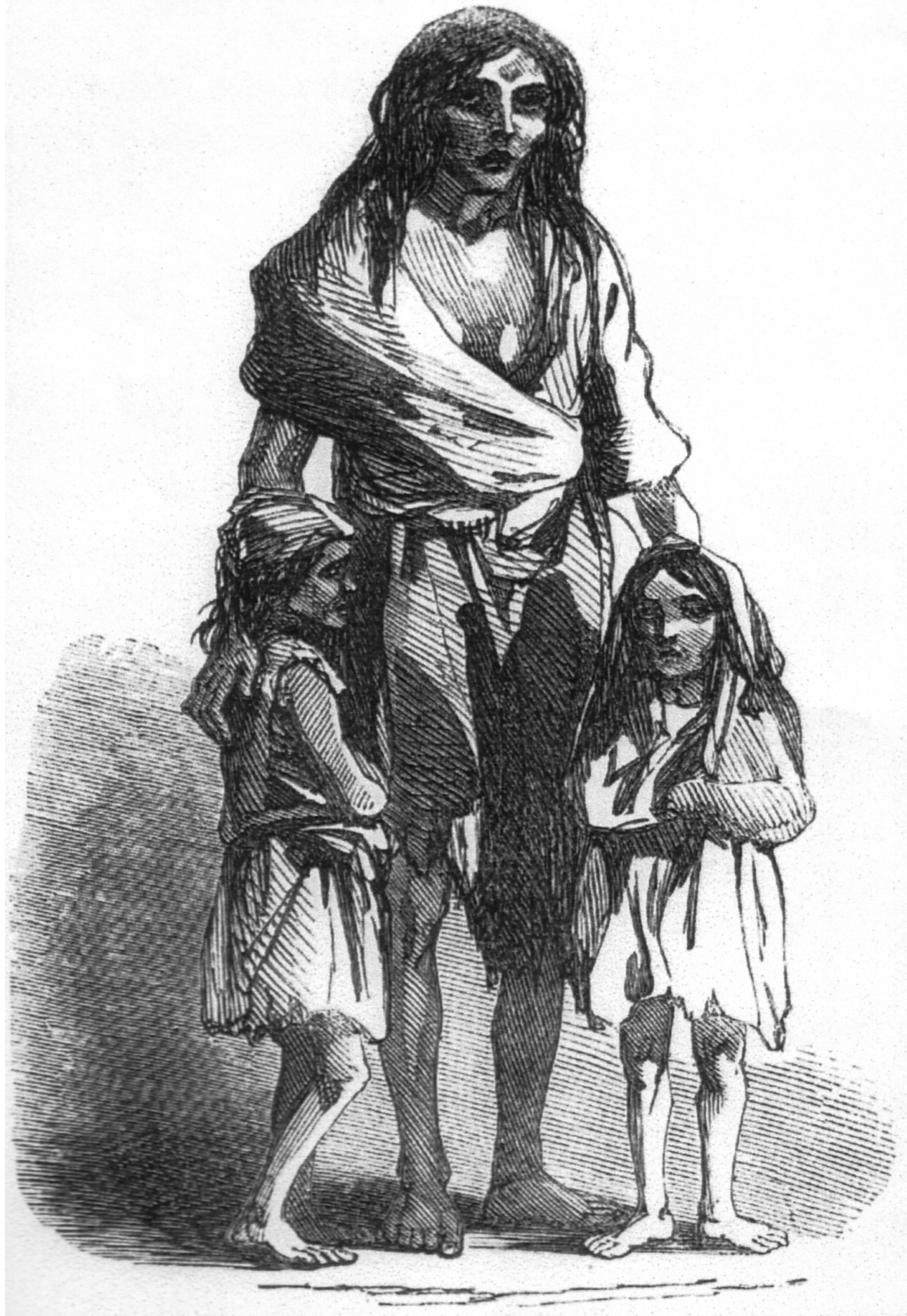
Bridget O'Donnel et ses enfants victmes de la grande famine irlandaise - Dessin du Illustrated London News, 1849

L'objectif de plein emploi était de la plus haute importance pour Petty qui avait établi que le travail était la source principale de la richesse pour les individus et la « Richesse et le Pouvoir le plus grand du Royaume ». Dans cette veine, il reprit l'argument vêtement/vin, argumentant qu'il était préférable d'employer les hommes et brûler leurs produits ou de les engager dans des travaux publics extravagants, plutôt que les laisser indolents - d'où son fameux exemple de déplacer Stonehenge à travers les plaines de Salisbury.
Il utilisa un exemple convaincant à cet effet. Si 10 % de la population peut produire assez de nourriture pour tous, avec 80 % des autres employés dans les industries exportatrices, l'administration, la production de biens de luxe et les secteurs du droit, de la médecine ou de la distribution, comment les 10 % sans emploi trouvent leur nourriture?
Pour Petty, la réponse ne vient pas de la mendicité ou de la charité, qu'il nommait « fallacieuse tendresse », mais dans l'emploi public. Routes et ponts devaient être construits et entretenus, comme les rivières ou les mines.
Dans un autre livre, Arithmétique Politique, Petty insista sur les économies d'échelle. Il décrivit le phénomène de la division du travail, affirmant que les biens sont de meilleure qualité et moins chers, si beaucoup de personnes y travaillent. Petty disait que le gain est plus grand "comme la manufacture elle-même est plus forte". Il réalisa une étude pratique de la division du travail, démontrant son existence et son intérêt dans les chantiers navals hollandais. Classiquement les travailleurs dans les chantiers construisaient les bateaux à l'unité, finissant l'un avant de lancer le suivant. Mais les Hollandais avaient organisé plusieurs équipes réalisant les mêmes tâches sur les différents bateaux. Les personnes avec une tâche particulière découvraient des méthodes nouvelles qui furent ensuite observées et justifiées par les auteurs d'économie politique.

### Les fondations de la démographie statistique
Petty projeta la croissance de la ville de Londres et supposa qu'elle pourrait avaler le reste de l'Angleterre :

« Si la ville double sa population en 40 ans alors que le nombre de ses habitants est de 670 000 et si tout le pays contient 7 400 000 habitants et double en 360 ans, il apparaît qu'en 1840 la population de la ville sera de 10 718 880 et celle de tous le pays de 10 917 389. D'où il est nécessaire que la croissance de la ville s'interrompe avant pour atteindre son maximum dans la période immédiatement précédente, 1800, quand le nombre sera de huit fois supérieur, 5 359 000. Et, il y aura en plus 4 466 000 habitants pour réaliser les travaux agricoles nécessaires. »

— William Petty, Of the growth of the city of London
Dans son Essai d'Arithmétique politique (1682), William Petty se livre à des spéculations sur le doublement de la population. Il évalue la vitesse de croissance de la population de Londres, puis, plus généralement, celle de la population de toute la terre. Après avoir conduit de curieux calculs de prospective fondés sur la chronologie biblique, il montre la variabilité de cette vitesse de croissance. Cette thèse essentielle n'était nullement une évidence pour des esprits marqués par la théologie et en quête de constance et de linéarité dans les phénomènes démographiques.
Petty pose les fondements d’une étude quantitative de la population anglaise et irlandaise. En l’absence de recensement, il propose les premières estimations réalistes du nombre d’habitants des îles Britanniques à partir de l’exploitation systématique d’un corps de statistiques démographiques. Il analyse aussi les mécanismes de la croissance de la population et tente de formuler les lois mathématiques régissant la mortalité et la fécondité.
C’est dans l’Irlande de l’Interrègne que s’élabore la réflexion de Petty alors chargé de recenser l’ensemble du territoire, dans le cadre du grand projet cromwellien de confiscation des terres des catholiques. Se passionnant pour la géographie économique et humaine, il jette les bases de ce qu’il appellera son « anatomie politique », entreprise de recensement des richesses de la nation, au premier plan desquelles figure la population.
Le caractère lacunaire des sources à cette époque représentait un obstacle de taille à toute entreprise de ce type, en même temps qu’un défi. Les imperfections des statistiques ecclésiastiques ont contraint Petty à recourir à d’autres données, comme les registres fiscaux. Au fil des écrits d’« arithmétique politique », il perfectionne la méthode dite du multiplicateur et corrige les idées reçues de ses contemporains sur le nombre d’habitants de l’Angleterre et de l’Irlande.
Le savoir démographique apparaît aussi comme un préalable nécessaire à l’élaboration de toute stratégie politique. Petty, soucieux de pacifier l’Irlande où s’affrontent catholiques et protestants pour la maîtrise du territoire, conçoit dans les années 1680 un grand projet visant à « transplanter » en Angleterre un million d’Irlandais catholiques. La manière dont ce projet allie des arguments quantitatifs d’une grande précision à une vision que l’on peut qualifier d’utopique est emblématique de la pensée de Petty, grisé par les possibilités infinies de maîtrise de l’élément humain que semble offrir l’analyse quantitative.
Ami intime et familier de John Graunt, considéré comme le fondateur de la démographie, il lui avait suggéré l'idée de faire des recherches très ingénieuses sur les bulletins de mortalité sur le port de Londres. Petty s’est également intéressé à la dynamique des populations. Inventeur de la méthode des projections démographiques, il tente d’élaborer un modèle mathématique susceptible de rendre compte du rythme de croissance d’une population. Ses travaux demeurent tributaires des représentations de l’époque, marquées par le populationnisme et la hantise d’une dépopulation de l’Angleterre à laquelle semble contribuer l’envoi d’hommes dans les colonies. À la fin de sa vie, il entrevoit la possibilité d’accélérer le peuplement des îles Britanniques, voire de l’ensemble du monde, par une politique active d’encouragement au mariage et à la natalité. Ce projet, dont la démesure et l’irréalisme font écho à celui de la transplantation des Irlandais, constitue l’une des parties les plus novatrices de l’œuvre de Petty : il tente de chiffrer l’impact de l’âge du mariage sur la fécondité et s’interroge sur le rôle régulateur de l’État en matière de comportements démographiques.
Bien avant Thomas Robert Malthus, il remarqua le potentiel de croissance de la population humaine. Tout en ne voyant pas, contrairement au célèbre démographe, pourquoi une société ne pourrait continuer à être prospère.

## Postérité
Les éléments ci-dessus montrent la contribution de Petty aux questions théoriques qui ont dominé l'économie depuis lors. Il couvrit un nombre très important de sujets avec sa méthode d'Arithmétique politique, c'est-à-dire que comme les économistes modernes, il établissait de montrer quelque chose en essayant d'accumuler les faits et les statistiques, plutôt que les preuves anecdotiques ou théoriques, pour prouver sa démonstration.
Il n'influença pas seulement ses disciples comme Charles Davenant ou ses successeurs immédiats tels que Richard Cantillon, mais aussi quelques-uns des plus grands esprits en économie, y compris Adam Smith, Karl Marx ou John Maynard Keynes.

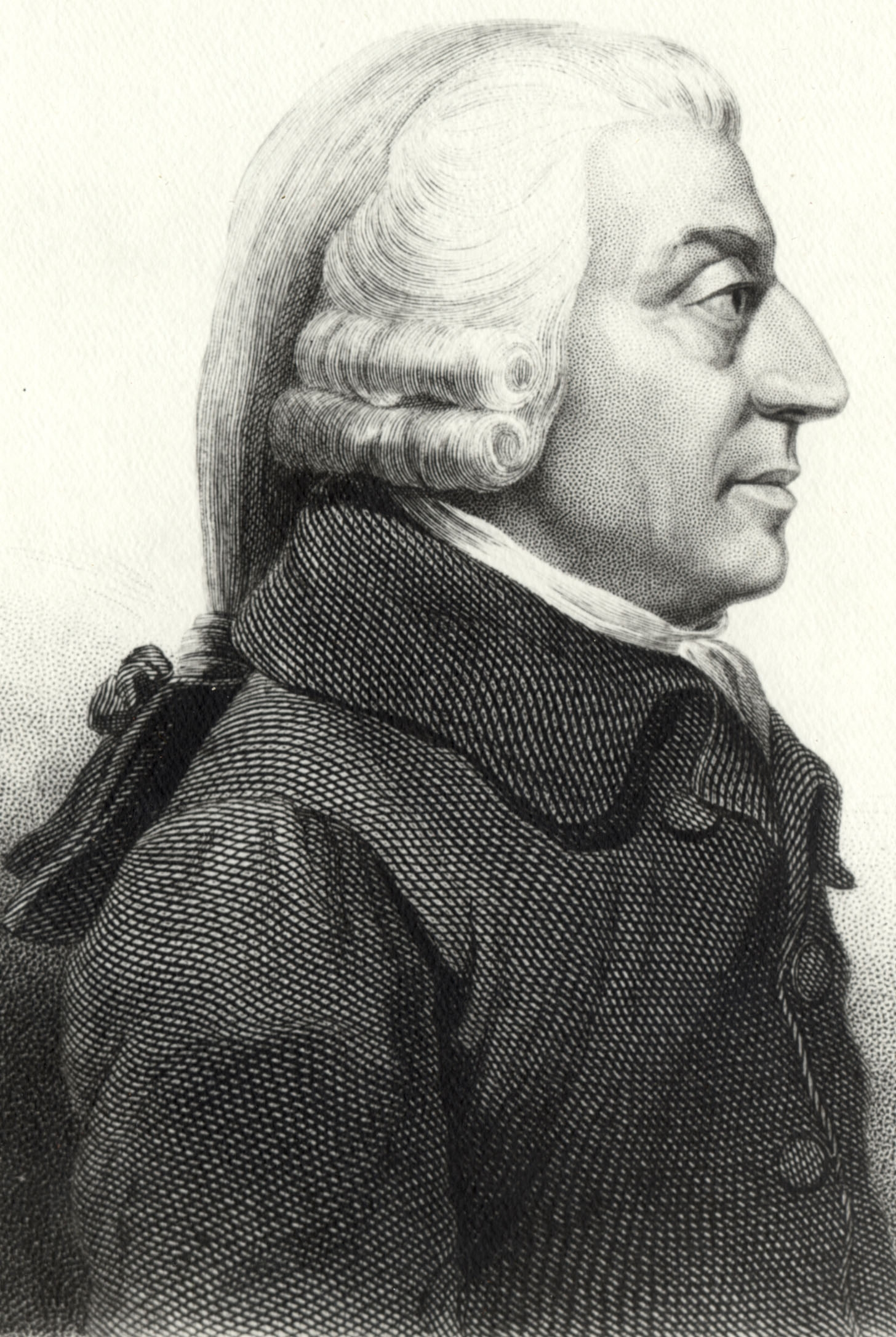
Adam Smith

 Avec Adam Smith, il partagea une « Weltanschauung » qui se fondait sur une harmonie naturelle du monde. Les parallèles dans leurs prises de position sur l'imposition résument leur croyance commune dans la liberté naturelle et l'égalité. Tous deux virent les bénéfices de la spécialisation et de la division du travail. Plus encore, Smith et Petty développèrent des théories sur la valeur travail, comme le fit Karl Marx au XIXe siècle. Cependant Smith ne mentionna pas Petty dans son œuvre, de même qu'il rejeta l'Arithmétique politique dans La Richesse des Nations.

Petty exerça une influence continue. Ainsi, Karl Marx, qui voyait en Petty "le père de l'économie anglaise" croyait, comme lui, que l'effort total que les travailleurs ordinaires produisaient représentait une bien plus grande contribution à l'économie que les contemporains ne voulaient l'admettre. Petty concluait dans ses estimations que le travail se plaçait comme la plus grande source de richesse du Royaume. 

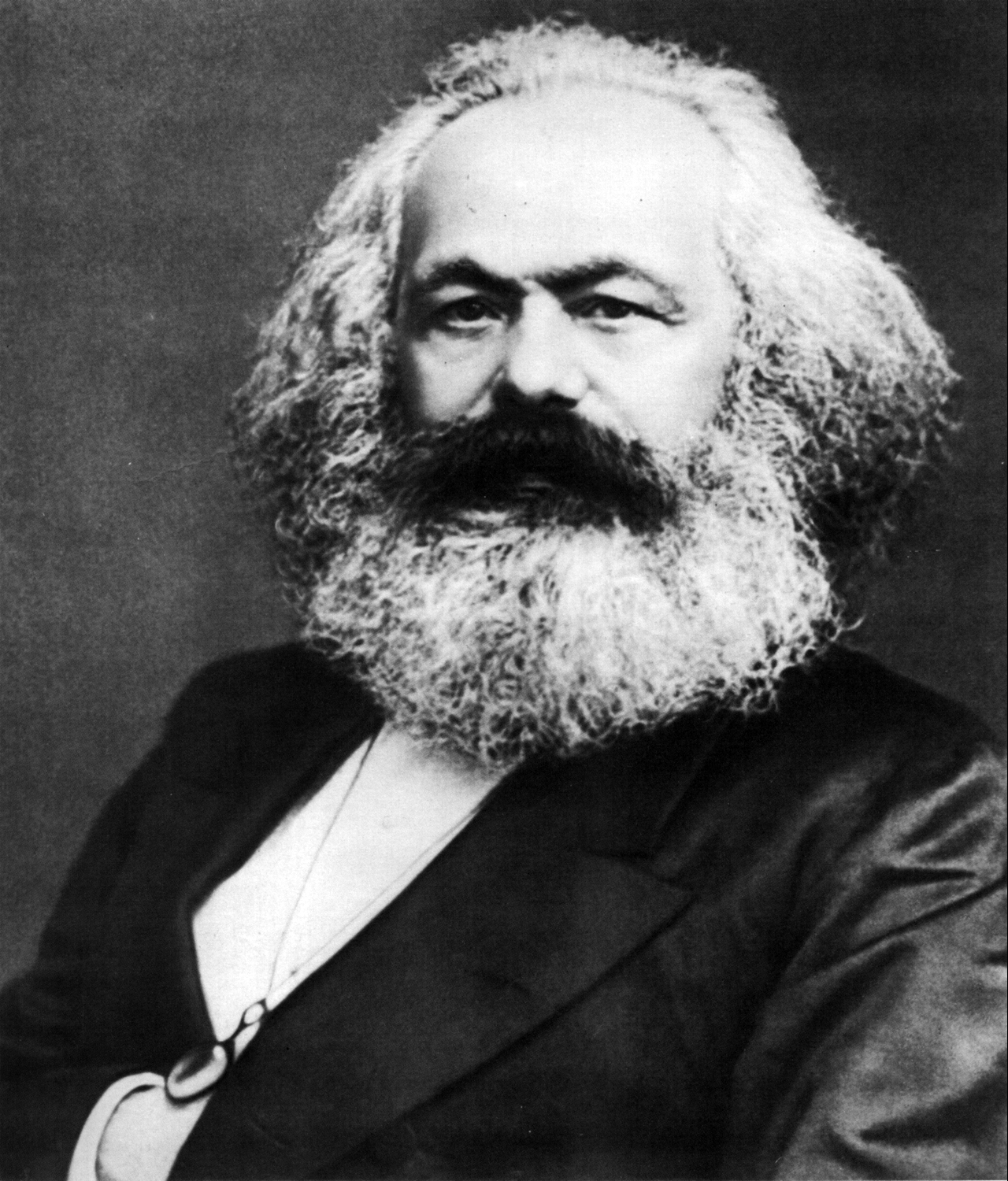
Karl Marx

 Les conclusions de Marx étaient que le surplus de travail était la source de tout le profit, et que le travailleur était aliéné de sa plus-value et donc de la société.
John Maynard Keynes écrit aussi dans un temps de désaccords majeurs, alors que le chômage était rampant et les économies stagnantes durant les années 1930. Il démontra comment les gouvernements devaient gérer la demande globale pour stimuler la production et l'emploi, comme Petty l'avait fait avec des exemples plus simples au XVIIe siècle. Le multiplicateur simple de Petty (100 £-à travers-100-mains) fut raffiné par Keynes et incorporé dans son modèle général.
Des économistes de plus en plus nombreux depuis vingt ans (Cf. le « Prix Nobel » d'économie de Gary Becker en 1992 ou Daniel Kahneman en 2002) reviennent à ces notions d'arithmétique politique en utilisant la statistique dans un contexte politique (comprendre sociologique et psychologique) afin d'établir les ressorts fondamentaux de l'activité économique en s'écartant des théories issues du modèle standard de l'économie.

## Œuvres
- Traité des Taxes et Contributions, 1662
- Political Arithmetic (Essais d'arithmétique politique) posthume, approx. 1676, pub. 1690
- Verbum Sapienti posthume, 1664, pub. 1691
- Political Anatomy of Ireland posthume. (1672, pub. 1691)
- Quantulumcunque relatif à la Monnaie posthume. (1682, pub. 1695)
- Les Œuvres économiques de Sir William PETTY, Paris, 1905, 2 volumes, Giard et Brière. Traduit d'après HULL C.H., The Economic Writings of Sir William PETTY, Cambridge, 1899.